# Pražman venezuelský
Pražman venezuelský (Calamus cervigoni) je paprskoploutvá ryba z čeledi mořanovití (Sparidae).
Druh byl popsán roku 1966 ichtyology Johnem E. Randallem a D. K. Caldwellem.

## Popis a výskyt
Maximální délka ryby je 20 cm.
Oválné a zploštělé tělo stříbřité barvy. Žlutohnědá barva v zadní části těla. Tmavý pruh pod očima. Nápadný tmavý pruh na hřbetní ploutvi. Několik tenkých šikmých proužků.
Byla nalezena ve vodách západního Atlantiku. Jedná se o endemický druh z Venezuely. Obývá mělká písčitá dna.